# Tamás Mocsai

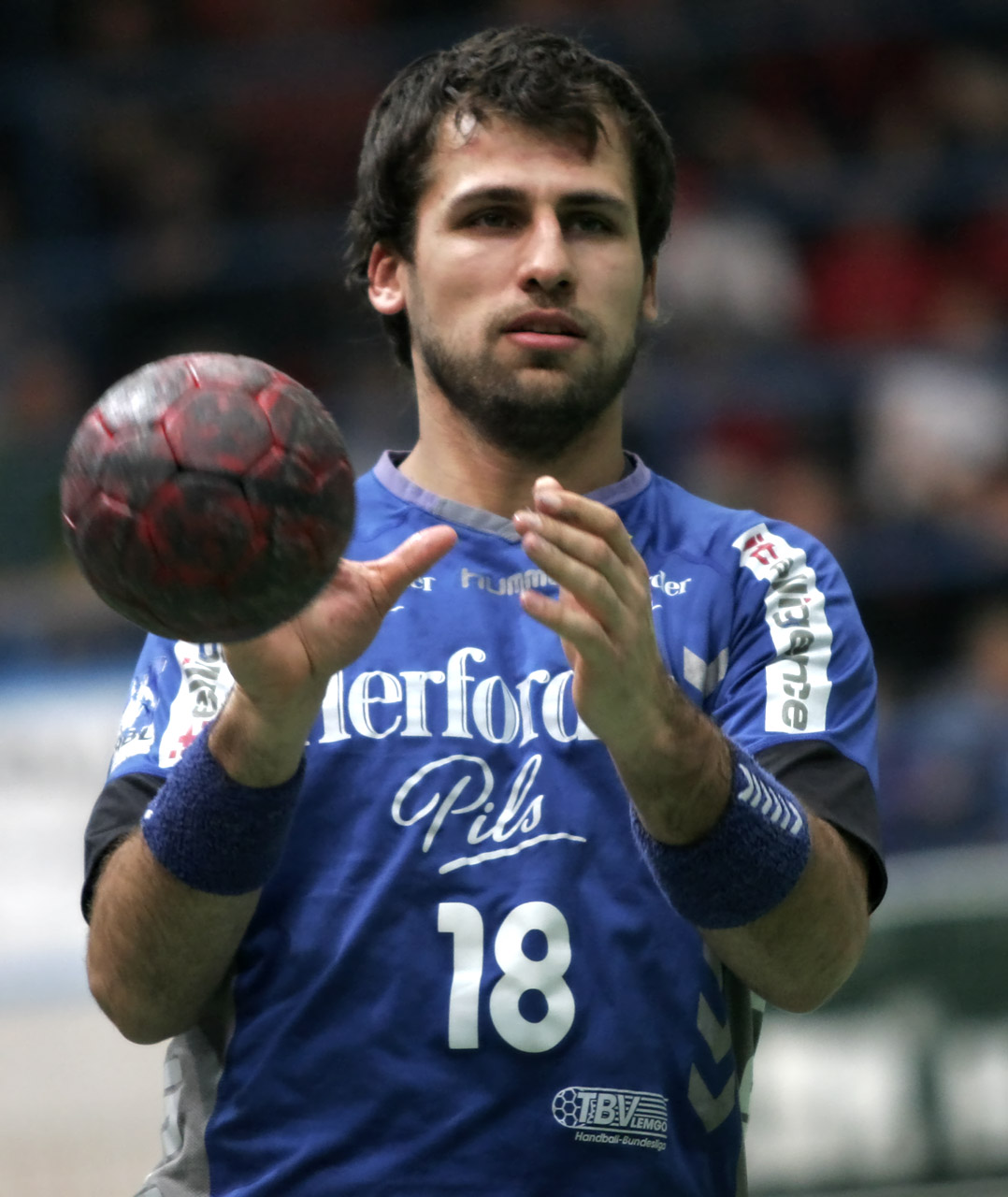
Tamás Mocsai med TBV Lemgo, 2007.

Tamás Mocsai, född 9 december 1978 i Budapest, är en ungersk tidigare handbollsspelare (högernia). Han spelade 190 landskamper och gjorde 439 mål för Ungerns landslag. Han är son till handbollstränaren Lajos Mocsai.

## Klubbar
- TuS Nettelstedt (1997–1998)
- TV Jahn Duderstadt (1998–1999)
- Dunaferr SE (1999–2002)
- TV Suhr (2002–2004)
- Pfadi Winterthur (2004–2005)
- SG Kronau/Östringen (2005–2006)
- TBV Lemgo (2006–2010)
- SG Flensburg-Handewitt (2010–2012)
- TSV Hannover-Burgdorf (2012–dec 2013)
- Veszprém KC (dec 2013–2015)